# Echimyidae

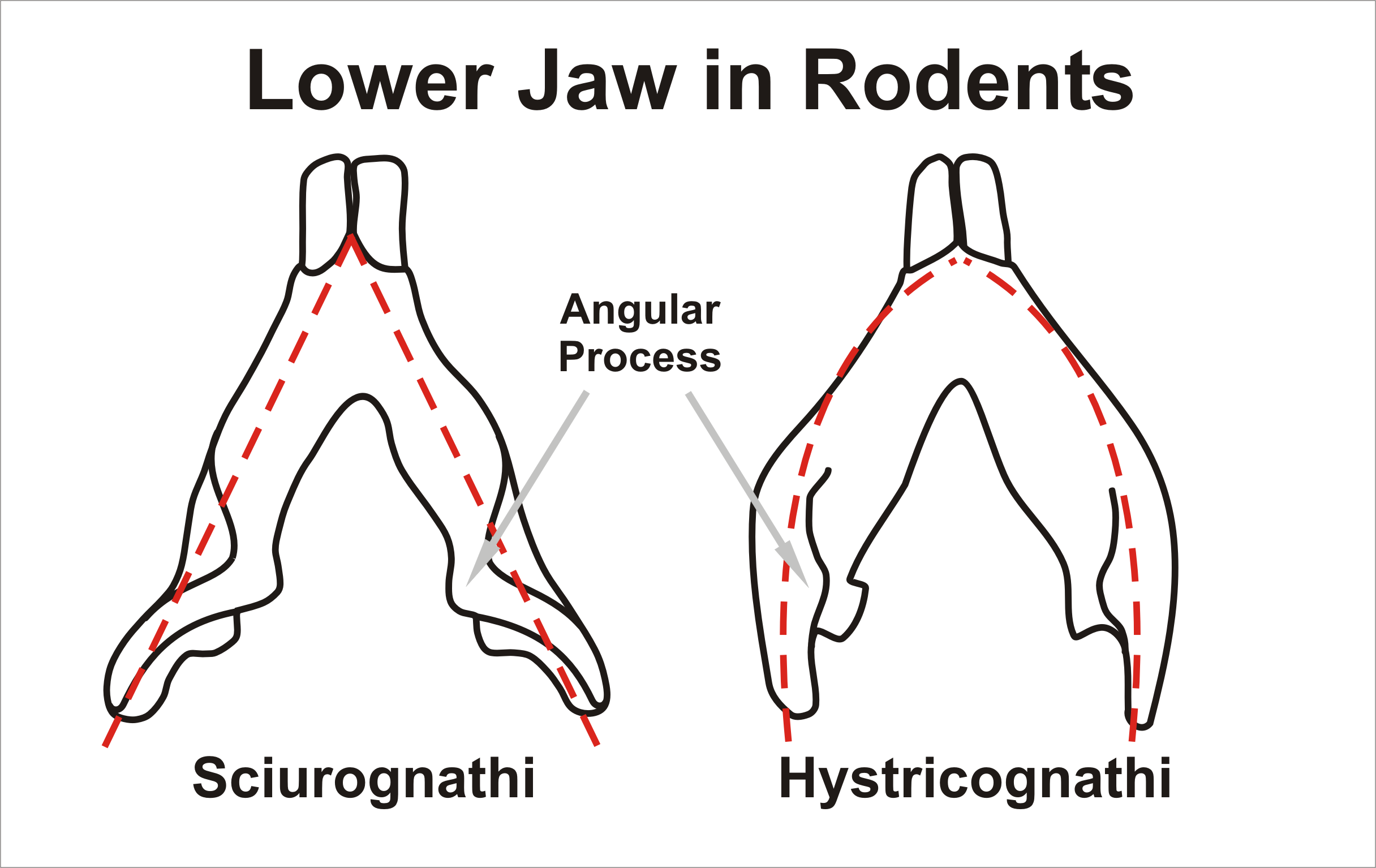
Fig.1

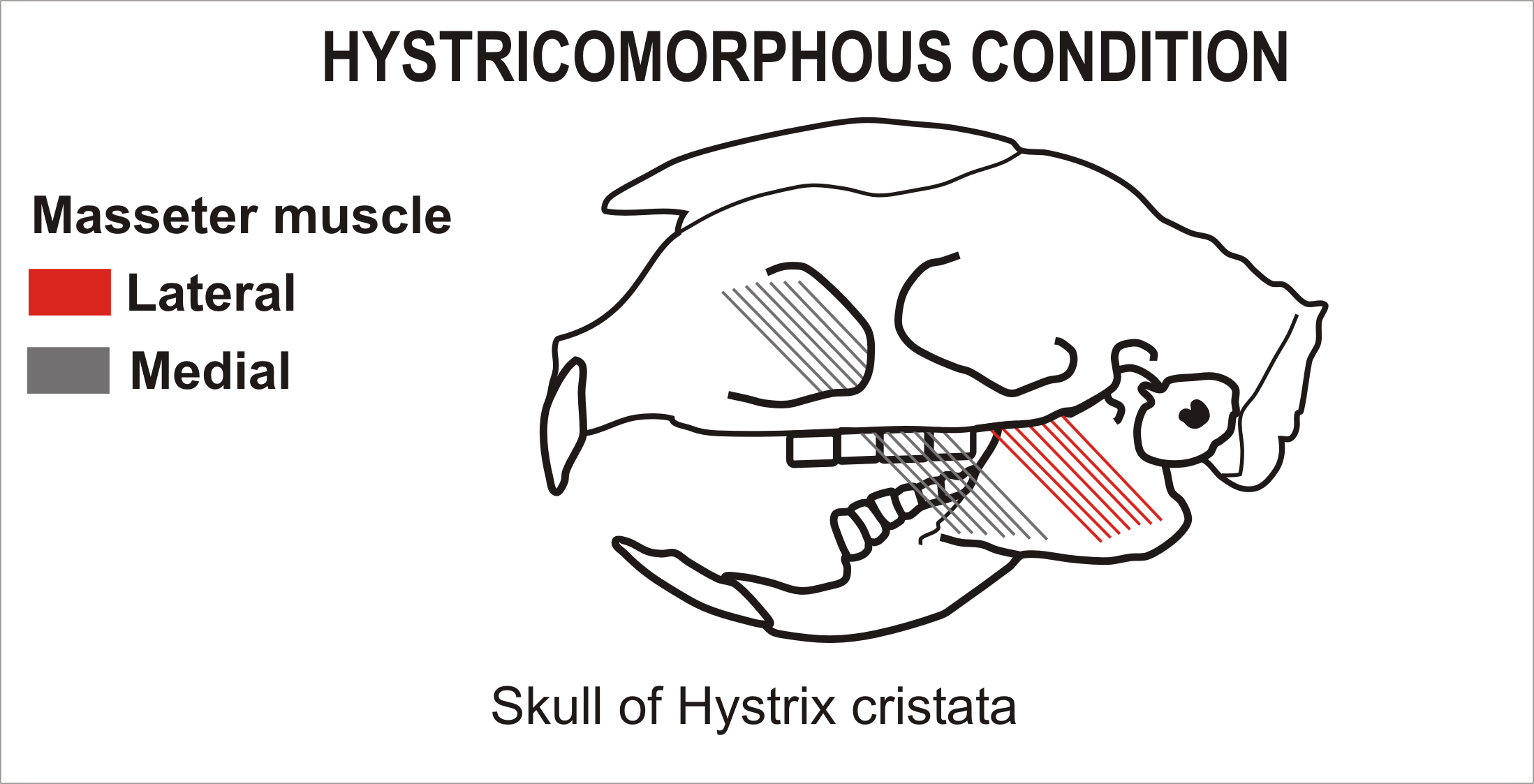
Fig.2

Gli Echimiidi (Echimyidae Gray, 1825) sono una famiglia di Roditori, del sottordine degli Istricomorfi.

## Descrizione

### Dimensioni
Questa famiglia comprende roditori con una lunghezza della testa e del corpo tra 105 e 480 mm, una lunghezza della coda tra 50 e 430 mm e un peso fino a 750 g.

### Caratteristiche craniche e dentarie
Il cranio è caratterizzato da ossa frontali e regione inter-orbitale ampie e da bolle timpaniche particolarmente rigonfie. La mandibola è di tipo istricognato (Fig.1), il foro infra-orbitale è grande e la disposizione del muscolo massetere è di tipo istricomorfo (Fig.2). I denti masticatori hanno da una a quattro radici e possono essere talvolta notevolmente inclinati verso l'esterno. La loro superficie è piatta ed è formata da diverse rientranze che tendono a separarsi con l'usura dello smalto. Hanno un premolare e tre molari su ogni semi-arcata.

### Aspetto
Il corpo è simile a quello di un grosso ratto. La pelliccia generalmente è soffice oppure cosparsa, particolarmente sulla groppa, di robuste setole appiattite che in alcune forme assumono l'aspetto di veri lunghi peli spinosi. Questi ultimi hanno un caratteristico solco longitudinale che li attraversa per tutta la loro lunghezza. Alcune specie possiedono inoltre una cresta che parte dalla fronte e termina sulla nuca, che durante alcuni atteggiamenti viene eretta. Il muso è lungo, appuntito, provvisto di lunghe vibrisse e con gli occhi relativamente grandi. Le orecchie sono relativamente grandi, esposte ed hanno la caratteristica peculiare di possedere una ben visibile rientranza nella parte centrale del bordo posteriore. Tutte le zampe sono fornite di quattro dita, con il pollice rudimentale. I piedi sono allargati e con le dita corte nelle forme arboricole, oppure più sottili e con le dita più lunghe e talvolta con le prime due appaiate nelle forme prevalentemente terricole. La lunghezza della coda varia da un quarto a poco più della testa e del corpo, è ricoperta di scaglie e può essere finemente o densamente pelosa e talvolta avere un ciuffo terminale di lunghi peli. A causa della sua struttura delicata, molto spesso quest'ultima si stacca dall'animale, particolarmente quando deve sfuggire ad un'aggressione di un predatore. Le femmine hanno da due a cinque paia di mammelle.

## Distribuzione e habitat
Questa famiglia è diffusa nel Continente americano dall'Honduras meridionale fino al Brasile sud-orientale, al Perù e al Paraguay.
Vivono nelle foreste e nelle radure spesso vicino a fonti d'acqua.

## Tassonomia
La famiglia si suddivide in 3 sottofamiglie e 19 generi:
- Sottofamiglia Eumysopinae (Rusconi, 1825) - Denti masticatori inclinati verso l'esterno e con tre radici.
  - Genere † Eumysops
  - Forme terricole.
    - Genere Hoplomys
    - Genere Proechimys
    - Genere Thrichomys
    - Genere Trinomys

  - Forme arboricole.
    - Genere Lonchothrix
    - Genere Mesomys

  - Forme parzialmente fossorie.
    - Genere Carterodon
    - Genere Clyomys
    - Genere Euryzygomatomys
- Sottofamiglia Dactylomyinae (Tate, 1935) - Forme arboricole. Denti masticatori con quattro radici. Pelliccia priva di setole o spine. La coda è molto più lunga della testa e del corpo.
  - Genere Dactylomys
  - Genere Kannabateomys
  - Genere Olallamys
- Sottofamiglia Echimyinae (Gray, 1825) - Forme arboricole. Denti masticatori con quattro radici eccetto nel genere Callistomys che ne ha solo tre. Pelliccia spesso con setole o spine.
  - Genere Echimys
  - Genere Phyllomys
  - Genere Makalata
  - Genere Diplomys
  - Genere Callistomys
  - Genere Isothrix
  - Genere Leiuromys[2]
  - Genere Pattonomys
  - Genere Santamartamys
  - Genere Toromys

- Studi recenti[3] pongono all'interno della famiglia anche il genere Myocastor, tradizionalmente inserito in una famiglia a sé stante (Myocastoridae).

## Evoluzione
La famiglia è presente in America meridionale dal tardo Oligocene e dal Pleistocene in America centrale e nelle Antille.